# 005
『005』は、セガ（後のセガ・インタラクティブ）が1981年1月に「セガ・G80」で発売したアーケード用アクションゲーム。世界初のステルスゲーム（ギネス認定）。

## ゲーム内容
プレイヤーはスパイ005となり、ステージ冒頭でヘリコプターからビル街に落下し機密ケースが入ったスーツケースを回収、警備員との接触を避けながら近くのビル（倉庫またはスケートリンク）に入り、屋上にスタンバイしたヘリで脱出し、追手のヘリを撃墜すると1ステージクリアとなるアクション・ステルス・シューティングゲーム。
ビル街、倉庫またはスケートリンク、空中、の4つのシーンで1ステージが構成されている。このうち倉庫のシーンでは敵に視界が存在し発見されるまでこちらに向かってくることは無い、後世で言うステルスゲームの要素があることから、世界初のステルスゲームだとギネス認定されている。
移植などはされていないが、1990年にはよく似た趣旨の『ボナンザブラザーズ』がリリースされている。

## 関連作品
- ボナンザブラザーズ